# Бескачанка
Бескачанка — река в России, протекает в Тукаевском районе Республике Татарстан. Правый приток реки Шильна.

## География
Река Бескачанка берёт начало севернее села Верхний Байлар. Течёт на север, у нежилой деревни Батраково поворачивает на запад. Впадает в Шильну близ села Ильбухтино северо-восточнее города Набережные Челны. Устье реки находится в 27 км по правому берегу реки Шильна. Длина реки составляет 14 км, площадь водосборного бассейна 48,6 км². 

## Данные водного реестра
По данным государственного водного реестра России относится к Камскому бассейновому округу, водохозяйственный участок реки — Ик от истока и до устья, речной подбассейн реки — бассейны притоков Камы до впадения Белой. Речной бассейн реки — Кама.
По данным геоинформационной системы водохозяйственного районирования территории РФ, подготовленной Федеральным агентством водных ресурсов:
- Код водного объекта в государственном водном реестре — 10010101312111100029050
- Код по гидрологической изученности (ГИ) — 111102905
- Код бассейна — 10.01.01.013
- Номер тома по ГИ — 11
- Выпуск по ГИ — 1